# Dave Farrell

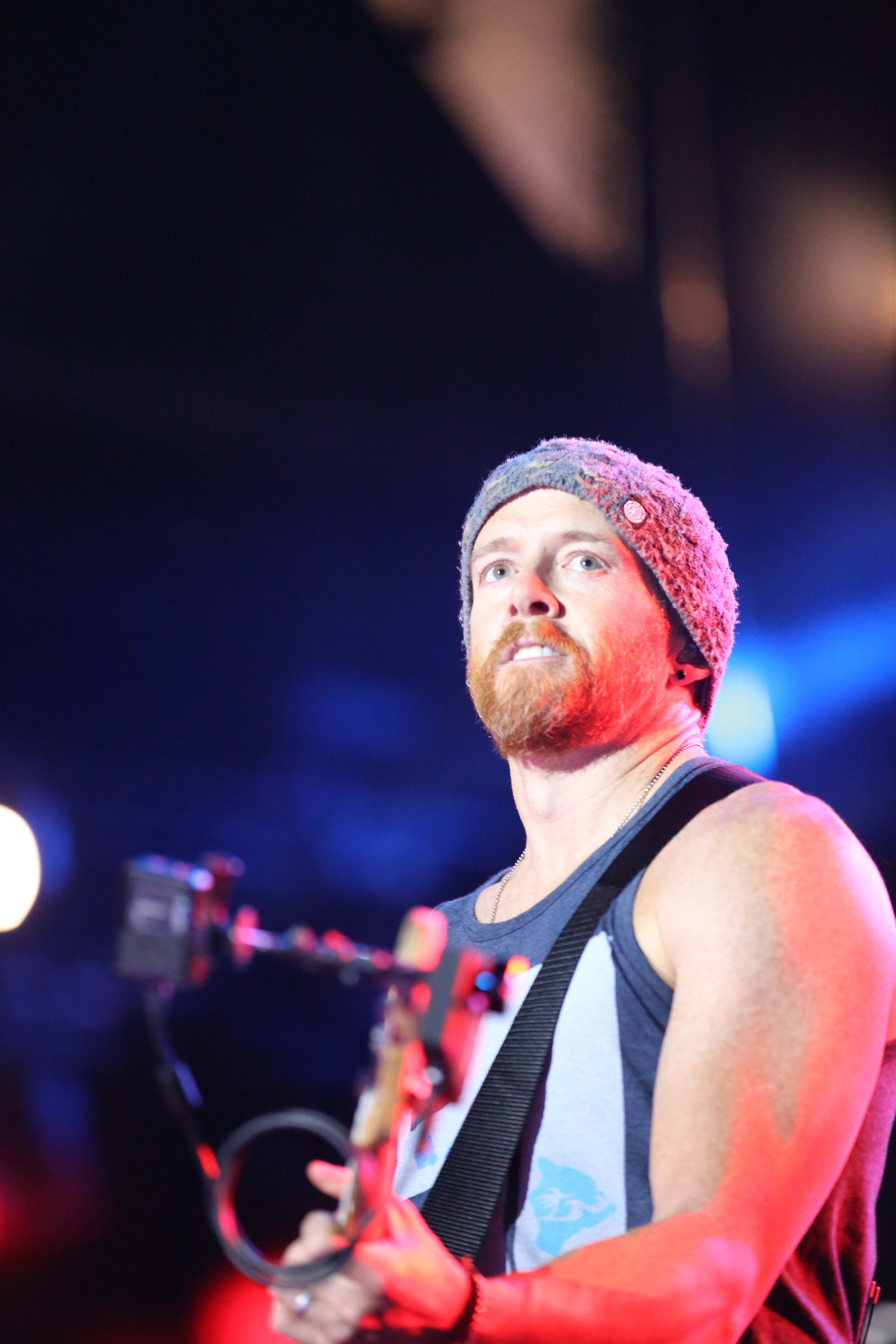
Farrell bei einem Auftritt mit Linkin Park bei Rock im Park, 2014

David „Dave“ Michael Farrell (* 8. Februar 1977 in Plymouth, Massachusetts), auch unter seinem Spitznamen Phoenix bekannt, ist ein US-amerikanischer Musiker, bekannt als Bassist der Rockband Linkin Park. Er war ebenfalls Mitglied von Tasty Snax, einer christlichen Rock- und Ska-Band.

## Leben
Farrell lernte von seiner Mutter Gitarre zu spielen, als er auf der High School war. Seine ersten Lebensjahre lebte er in Plymouth, zog jedoch mit 5 nach Mission Viejo, Kalifornien.

### Tasty Snax
Während der High School, schloss sich Farrell der christlichen Ska-Punk-Rock-Band „Tasty Snax“ an, die sich später in „The Snax“ umbenannten. Da die Band verzweifelt einen Bassisten suchten, erklärte sich Farrell bereit dazu und stieg von der e-Gitarre auf Bass um, was er immer noch spielt. In der Band war auch Farrells College-Freund Mark Fiore, der später auch an vielen Musikvideo für Linkin Park mitarbeitete. Die Band nahm zwei Studioalben und ein Compilationalbum, bei Screaming Giant Records auf. Farrell verließ die Band im Jahr 2000.

### Linkin Park
Als Hybrid Theory bei Warner unter Vertrag genommen wurde und zu Linkin Park wurde, nahm Brad Delson für ihr Debütalbum den Bassistenstatus an, obwohl Farrell auf dem Album als Bassist genannt wurde. Farrell kehrte im Jahr 2000 nach etwa eineinhalb Jahren Abwesenheit mit Tasty Snax zu Linkin Park zurück. Seitdem ist er bei der Band geblieben.